# Gran Enciclopedia Universal
Gran Enciclopedia Universal (ISBN: ISBN 84-670-1327-3) är ett spanskt uppslagsverk.
Det gavs ut av Espasa Calpe, S.A., år 2004 och består av 18 band (ca 15 × 22cm), 12 000 sidor, 9 000 illustrationer, 850 temaartiklar. Verket kompletteras av 12 ytterligare delar, bland annat spansk ordbok (3 band), citat, synonymer/antonymer, spanskt-engelskt respektive spanskt-franskt lexikon, refränger och ordstäv, religion och klassisk mytologi.